# Gilletellus collarti
Gilletellus collarti är en skalbaggsart som beskrevs av Emile Janssens 1937. Gilletellus collarti ingår i släktet Gilletellus och familjen bladhorningar. Inga underarter finns listade i Catalogue of Life.